# Ogólnopolski Górski Raid Samochodowy w Wiśle 1956
6. Ogólnopolski Górski Raid Samochodowy w Wiśle – 6. edycja Rajdu Wisły. Był to rajd samochodowy rozgrywany od 1 do 2 września 1956 roku. Była to czwarta runda Rajdowych Samochodowych Mistrzostw Polski w roku 1956. Zawodnicy byli klasyfikowani w poszczególnych klasach nie było prowadzonej klasyfikacji generalnej..

## Wyniki końcowe rajdu[1]

### Klasa VI S
| Miejsce | Kierowca             | Samochód | Punkty |
| ------- | -------------------- | -------- | ------ |
| 1       | Grzegorz Timoszek    | BMW      | 29,5   |
| 2       | Kazimierz Tarczyński | BMW      | 61,5   |
| 3       | Jan Sanecznik        |          |        |

### Klasa VIII T
| Miejsce | Kierowca          | Samochód          | Punkty |
| ------- | ----------------- | ----------------- | ------ |
| 1       | Stanisław Wierzba | FSO Warszawa M 20 | 24,5   |
| 2       | Marian Repeta     | FSO Warszawa M 20 | 37,5   |
| 3       | Roman Karczewski  | FSO Warszawa M 20 | 68,0   |
| 4       |                   |                   |        |
| 5       | Marian Zatoń      |                   |        |

### Klasa VII T
| Miejsce | Kierowca             | Samochód | Punkty |
| ------- | -------------------- | -------- | ------ |
| 1       | Edward Niziołek      | Citroen  | 55,5   |
| 2       | Zygmunt Michalczyk   | Citroen  | 77,0   |
| 3       | Walerian Waryszewski | BMW      | 110,5  |
| 4       |                      |          |        |
| 5       | Jerzy Nowosielski    |          |        |

### Klasa VI T
| Miejsce | Kierowca             | Pilot             | Samochód     | Punkty |
| ------- | -------------------- | ----------------- | ------------ | ------ |
| 1       | Władysław Paszkowski | Sucharda          | Opel Olympia | 22,0   |
| 2       | Jan Jagielski        |                   | Opel Olympia | 100,5  |
| 3       | Maria Szmechta       | Mercedes-Benz 170 |              | 125,0  |

### Klasa IV-V T
| Miejsce | Kierowca        | Samochód  | Punkty |
| ------- | --------------- | --------- | ------ |
| 1       | Józef Ziętel    | Skoda     | 56,5   |
| 2       | Erazm Gajewski  | Fiat 1100 | 69,0   |
| 3       | Janusz Solarski |           | 88,5   |

### Klasa III T
| Miejsce | Kierowca            | Samochód | Punkty |
| ------- | ------------------- | -------- | ------ |
| 1       | Stanisław Jabłoński | DKW      | 62,0   |
| 2       | Stefan Goński       | DKW      | 72,5   |
| 3       | Jerzy Opiela        |          | 78,5   |